# Frederick J. Damerau
Frederick J. Damerau, ameriški računalnikar, * 25. december 1931, † 27. januar 2009.
Damerau je bil pionir na področju raziskovanja obdelave naravnih jezikov in podatkovnega rudarjenja.
Diplomiral je na Univerzi Cornell leta 1953. Večino življenja je deloval v IBM v Raziskovalnem središču Thomasa J. Watsona (Thomas J. Watson Research Center).
Eden od njegovih najvplivnejših in pomembnih člankov je bil »A technique for computer detection and correction of spelling errors«, objavljen leta 1964. Razvil in za IBM je leta 1970 patentiral tudi prvi algoritem za samodejno deljenje besed. Leta 1971 je objavil knjigo Markov Models and Linguistic Theory : An Experimental Study of a Model for English.